# Nikola Šop
Nikola Šop (ur. 19 sierpnia 1904 w Jajcach, zm. 2 stycznia 1982 w Zagrzebiu) – bośniacki poeta, pochodzenia chorwackiego. W 1970 roku dostał Nagrodę Vladimira Nazora za całokształt twórczości.

## Charakterystyka twórczości
Tworzył poezję o charakterze religijnym, w której prezentował Jezusa Chrystusa jako zwykłego, przeciętnego człowieka, zawieszonego pomiędzy boską a ludzką naturą, który wędruje po świecie i zachwyca się otoczeniem, ale jednocześnie jest zgorszony otaczającym złem i deprawacją. 
W latach pięćdziesiątych i sześćdziesiątych XX wieku tematyką poezji Šopa stały się loty kosmiczne i podbój kosmosu przez człowieka.

## Zbiory poezji
- “Pjesme siromašnog sina” (1926.)
- “Isus i moja sjena” (1934.)
- “Od ranih do kasnih pijetlova” (1939.)
- “Za kasnim stolom” (1943.)
- “Tajanstvena prela” (1943.)
- “Kućice u svemiru” (1957.)
- “Astralije” (1961.)

## Nagrody
| Rok  | Nagroda                  | Tytułem     |
| ---- | ------------------------ | ----------- |
| 1970 | Nagroda Vladimira Nazora | całokształt |